# Stephen Baldwin
Stephen Baldwin, celým jménem Stephen Andrew Baldwin (* 12. května 1966 Massapequa, New York, USA), je americký herec, producent, režisér a také aktivista. Pochází ze známé herecké rodiny Baldwinů.

## Kariéra
Za svoji mnohaletou hereckou kariéru, kterou započal roku 1986 a pokračuje až dodnes, si zahrál v několika známých filmech. Vedlejší role ztvárnil ve válečných snímcích Bestie (1988) a Narozen 4. července (1989). První velká role přišla až s dramedy Švédská trojka (1994). O rok později se objevil ve velmi úspěšné mysteriózní kriminálce Obvyklí podezřelí (1995), která se dodnes těší velkému úspěchu mezi diváky i filmovými experty. Dále si zahrál například v televizním filmu Jesse Stones: Nový začátek (2006). Objevil se také v seriálu Kriminálka Las Vegas nebo v komedií s vánoční tematikou Santa má bráchu (2007).

## Osobní život
Stephen Baldwin je nejmladší ze čtyř bratrů Baldwinových (Alec, William, Daniel), kteří jsou všichni známými herci. Mimo ně má ještě dvě starší sestry. Roku 1990 se Baldwin oženil s brazilskou grafičkou Kennyou Deodato, což je dcera známého jazzového pianisty Eumira Deodato. S manželkou mají dvě dcery z nichž obě jsou modelky. Jednou z jeho dětí je modelka Hailey Bieber, která je manželkou kanadského zpěváka Justina Biebera, který je tak zetěm Stephena Baldwina. Stephen bydlí nedaleko New Yorku. Byl vychováván ke katolické víře. Dnes ale inklinuje k protestantskému vyznání. Baldwin je také politicky velmi angažovaný a často veřejně podporuje Republikánskou stranu.

## Filmografie
| 1988 | Homeboy                           | Luna Park Drunk             |
| 1988 | Bestie                            | Anthony Golikov             |
| 1989 | Oběti války                       | Soldier                     |
| 1989 | Poslední útěk do Brooklynu        | Sal                         |
| 1989 | Narozen 4. července               | Billy Vorsovich             |
| 1992 | Na rozhraní                       | Danny Morgan                |
| 1993 | Banda: Pomsta Jessieho Leea       | Jimmy J. "Little J" Teeters |
| 1993 | Hořká sklizeň                     | Travis                      |
| 1994 | Švédská trojka                    | Stuart                      |
| 1994 | 8 sekund                          | Tuff Hedeman                |
| 1994 | Život naruby                      | Danny Newland               |
| 1994 | Paní Parkerová a začarovaný kruh  | Roger Spalding              |
| 1995 | Konec sezóny                      | Leon                        |
| 1995 | Obvyklí podezřelí                 | Michael McManus             |
| 1995 | Pod bláznivým měsícem             | Buzzard "Buzz" Wall         |
| 1996 | Bio-dóm                           | Doyle Johnson               |
| 1996 | Vzali roha                        | Luke Dodge                  |
| 1998 | Mazaní hoši                       | MacGyver Smoker             |
| 1998 | Ohrožené město                    | John Trace                  |
| 1998 | Drsňák                            | Bo Dietl                    |
| 1999 | Friends & Lovers                  | Jon                         |
| 1999 | Tři jsou víc než dva              | Murphy                      |
| 2000 | Stopy vraha                       | The Mechanic                |
| 2000 | Flintstoneovi 2 - Viva Rock Vegas | Barney Rubble               |
| 2001 | Nebezpečný svědek                 | Sal                         |
| 2002 | Pavoučí síť                       | Clay Harding                |
| 2002 | Nakládačka 2: Zpátky na led       | Sean Linden                 |
| 2003 | Ztracený poklad                   | Bryan McBride               |
| 2004 | Cíl                               | Charlie Snow                |
| 2004 | Šestka - znamení zla              | Luke                        |
| 2006 | Jesse Stone: Nový začátek         | Joe Genest                  |
| 2007 | Santa má bráchu                   | Himself                     |
| 2008 | Malí letci                        | Silvio Esposito             |
| 2008 | Žralok v Benátkách                | David Franks                |
| 2010 | Svůdníci žen                      | David Carroll               |
| 2012 | Hurá do pravěku!                  | Surly                       |
| 2016 | Magi                              | Burga Adler                 |
| 2016 | Apoštol Petr                      | Nero                        |